# Echinussa praedatoria
Echinussa praedatoria är en spindelart som först beskrevs av Eugen von Keyserling 1877.  Echinussa praedatoria ingår i släktet Echinussa och familjen hoppspindlar. Inga underarter finns listade i Catalogue of Life.